# Martin triste
Acridotheres tristis
Espèce
Répartition géographique
Statut de conservation UICN

 LC  : Préoccupation mineure
Le Martin triste (Acridotheres tristis) est une espèce d'oiseaux de la famille des Sturnidae proche des mainates.

## Morphologie
Il mesure entre 23 et 26 cm de long pour un poids de 82 à 143 g.

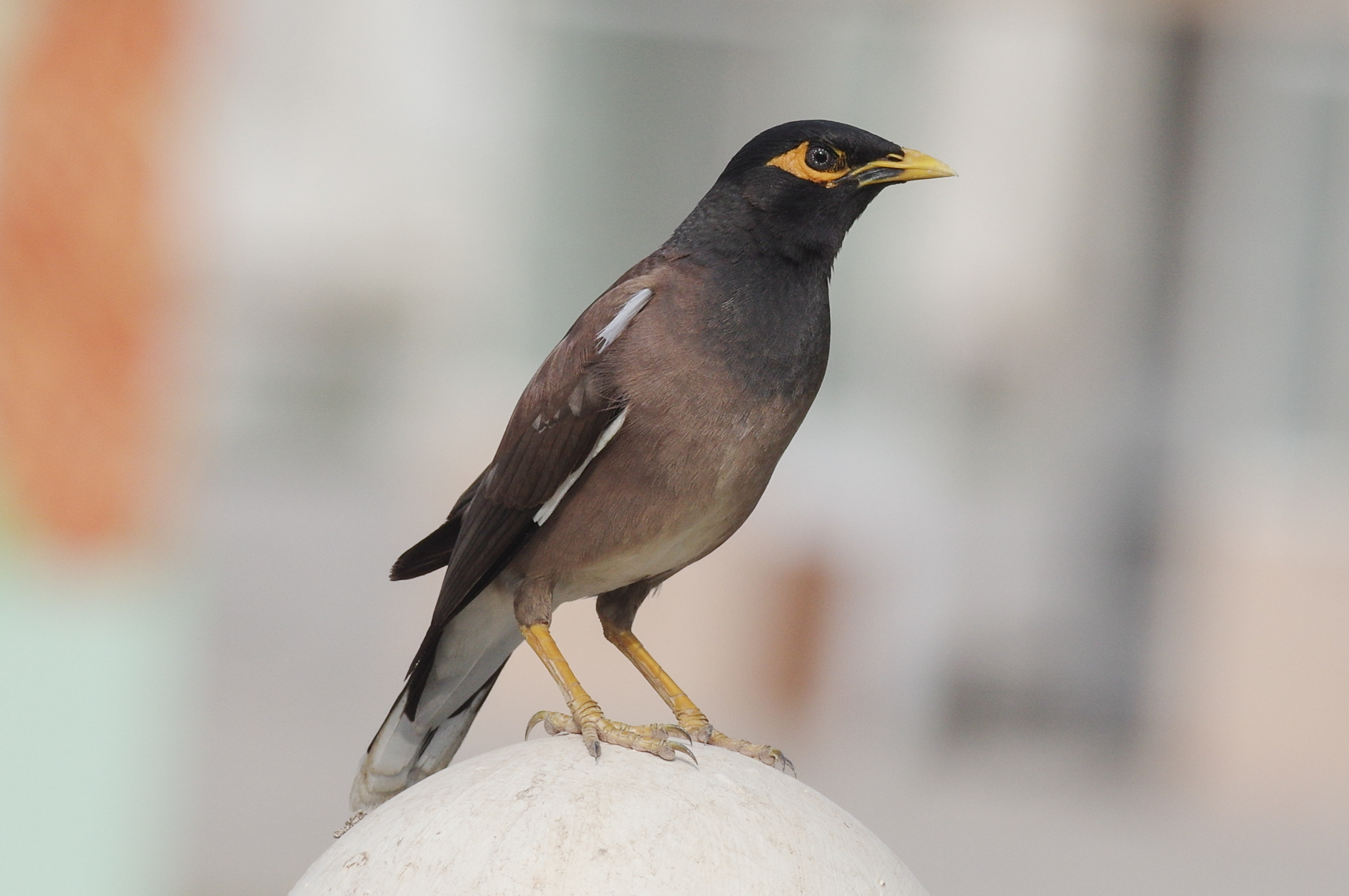
Martin triste en Oman
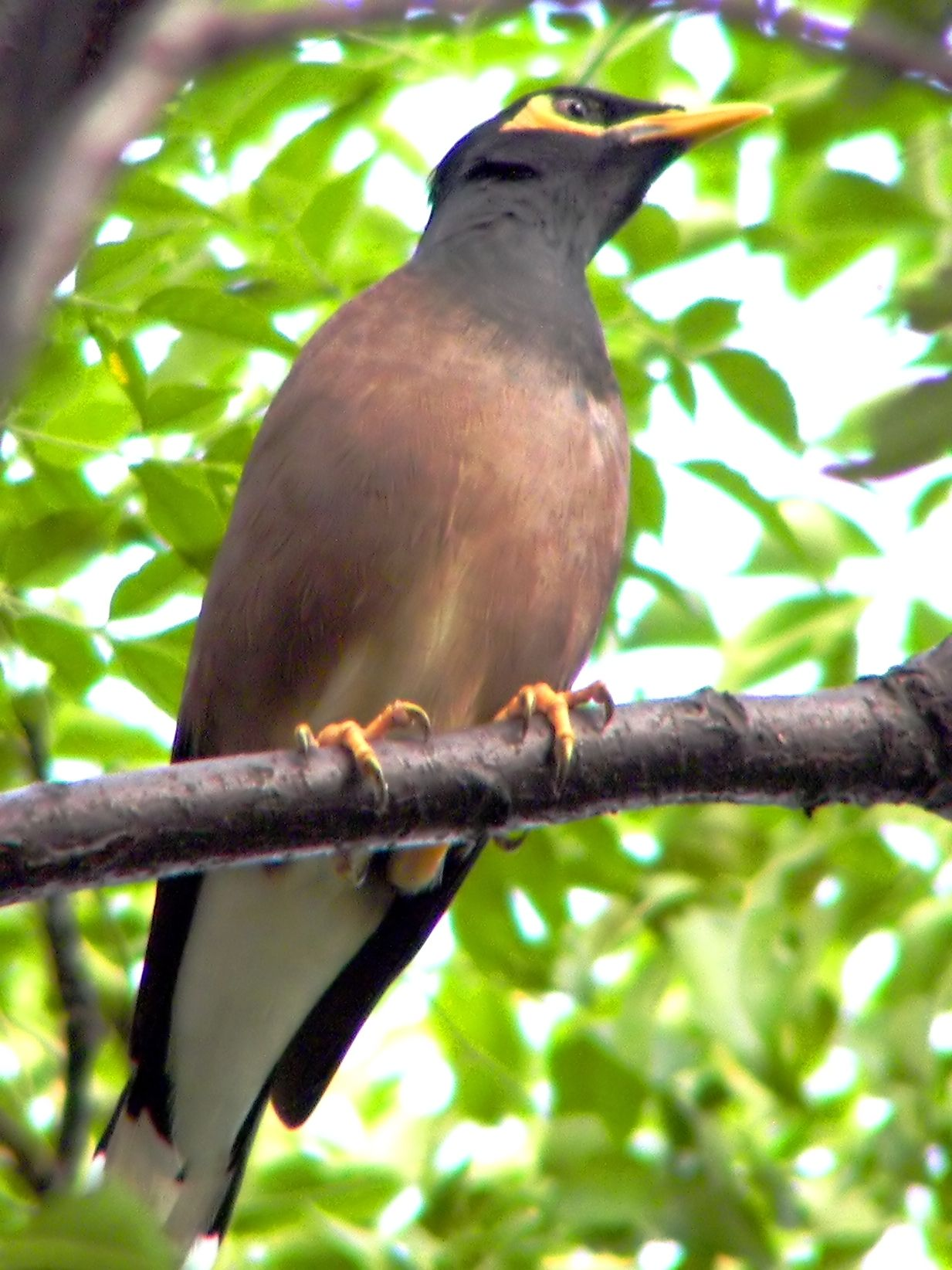
Martin triste perché
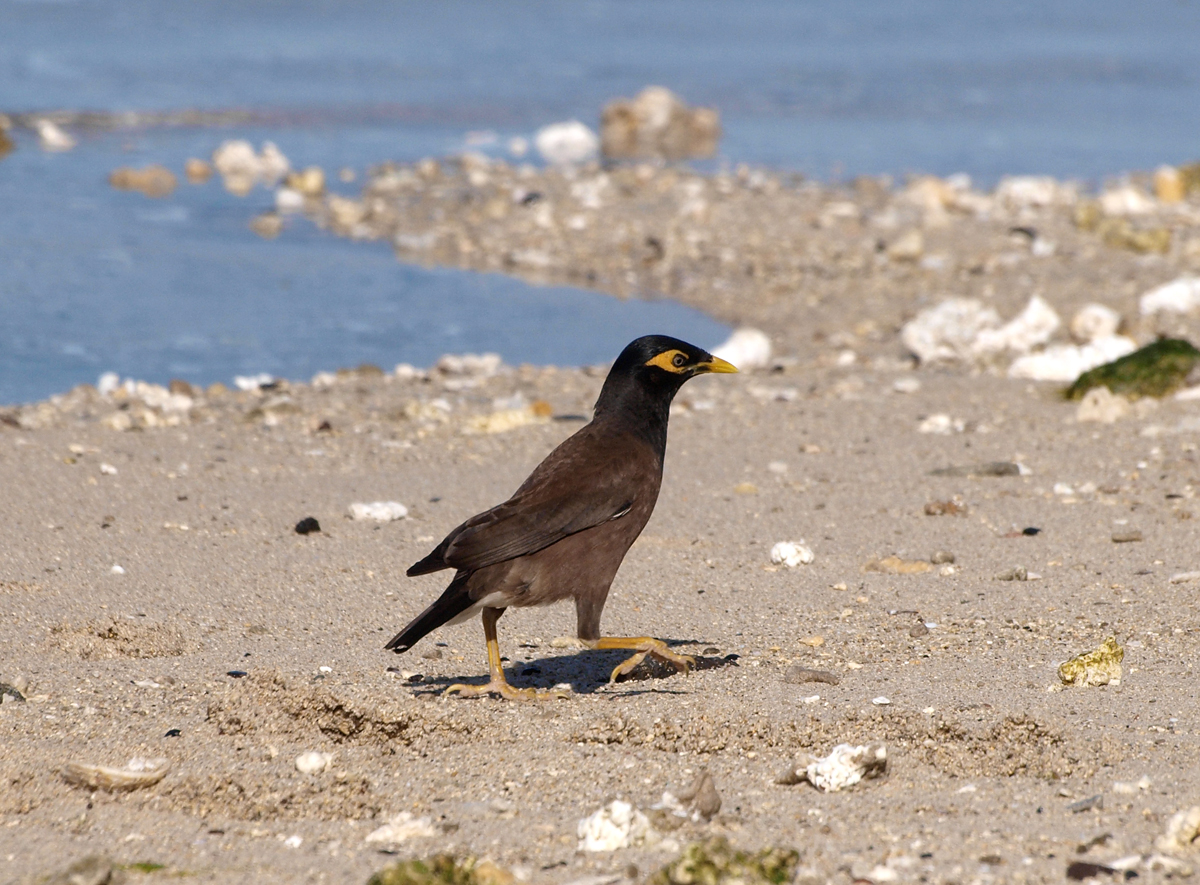
Sur une plage à La Réunion
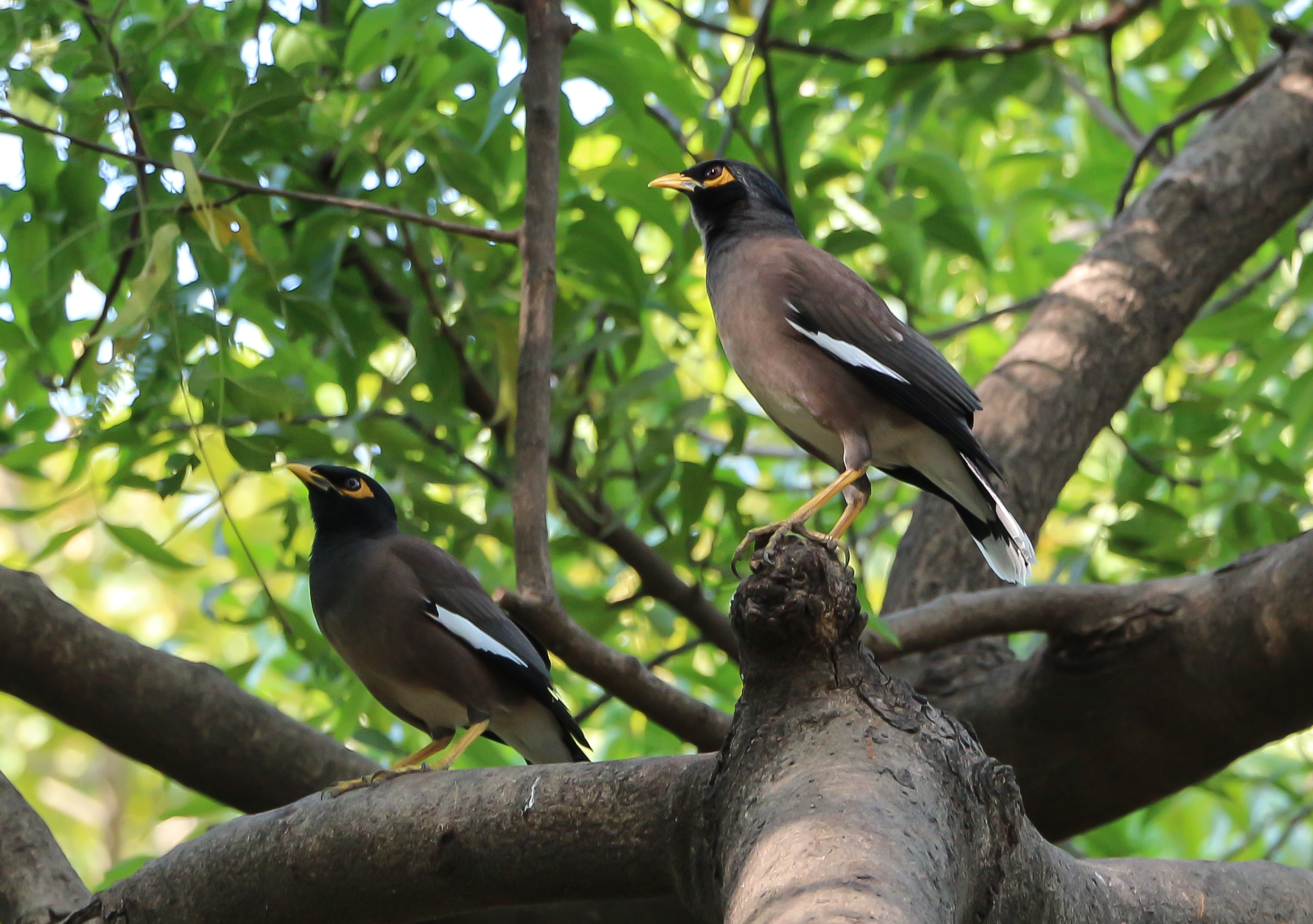
Couple en Inde
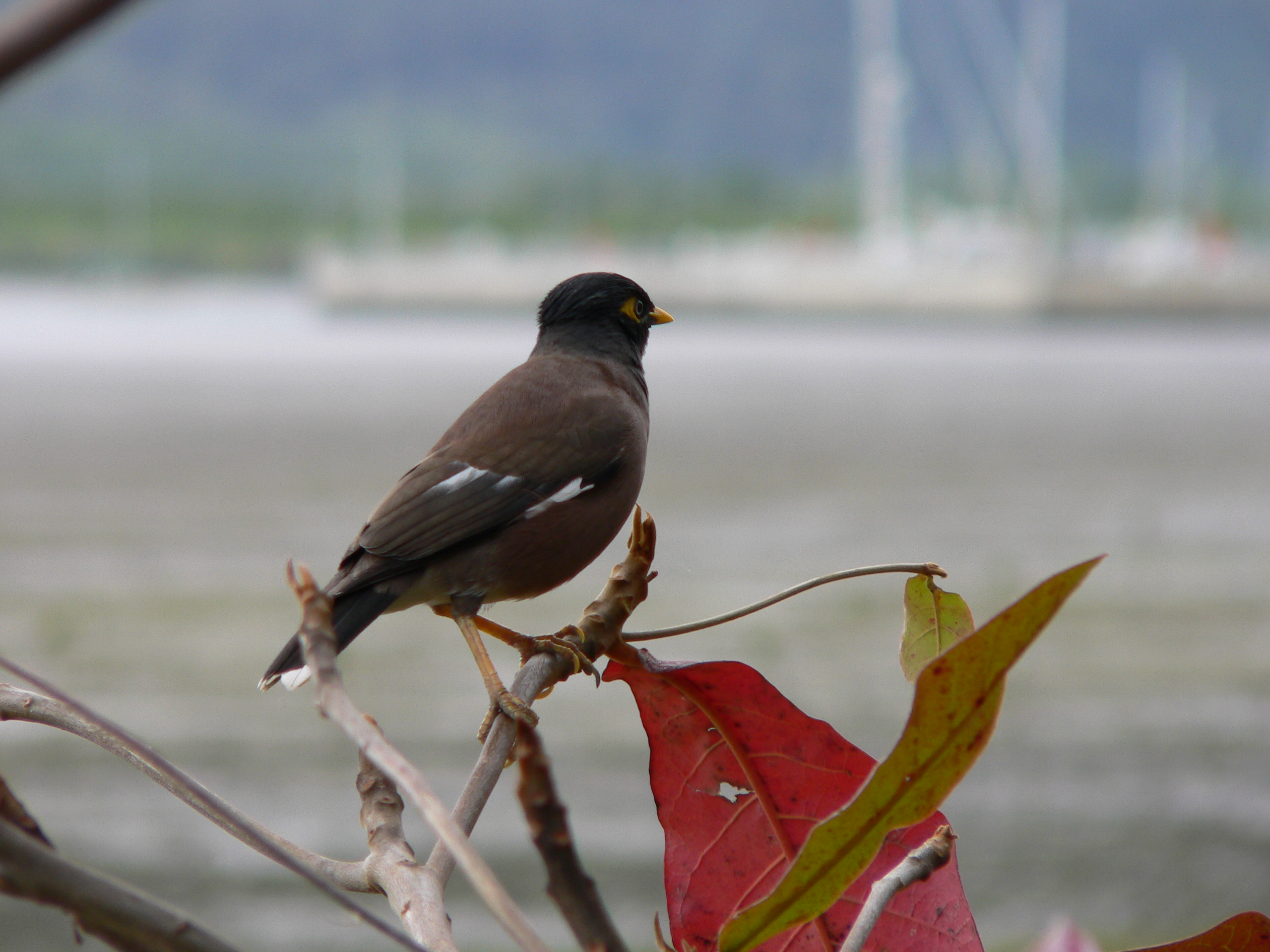
Martin triste en Australie
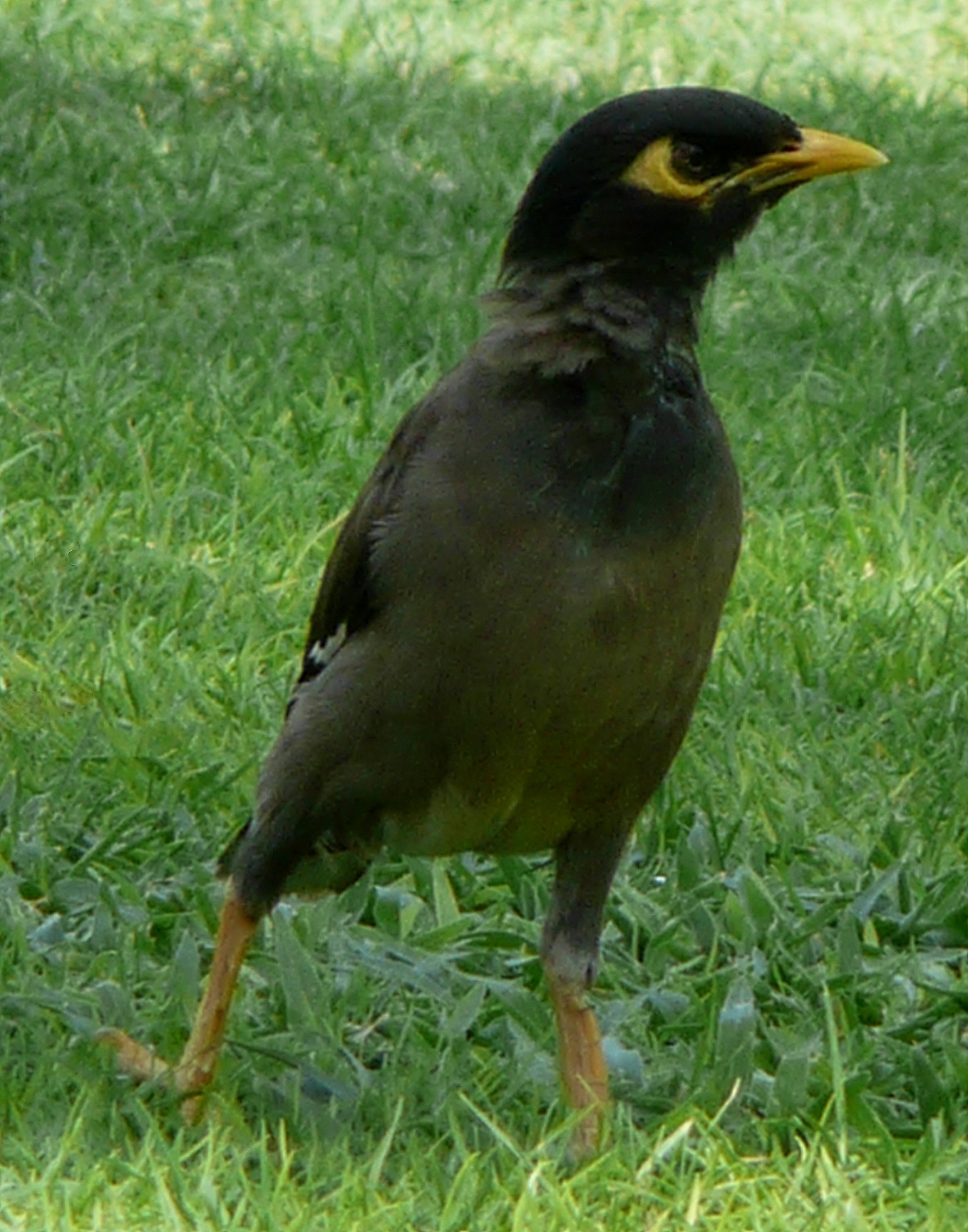
Martin triste à Dubaï

## Statut

### Espèce invasive
Depuis 2019, le martin triste est inscrit dans la liste des espèces exotiques envahissantes préoccupantes pour l’Union européenne.
Cela signifie que cette espèce ne peut pas être importée, élevée, commercialisée, utilisée, échangée ou libérée intentionnellement dans la nature, et ce nulle part dans l’Union européenne. Cette espèce ne peut plus être détenue sauf dans le cas des animaux de compagnie acquis jusqu’en 2020 (un an après son ajout sur la liste européenne).

## Comportement

### Alimentation
Le martin triste est omnivore, se nourrissant principalement de fruits, de graines, de larves et d'insectes. Il se nourrit occasionnellement d'œufs et d'oiseaux juvéniles, de poissons, de petits rongeurs, de petits reptiles, d'araignées, de vers de terre et de crabes.

### Reproduction

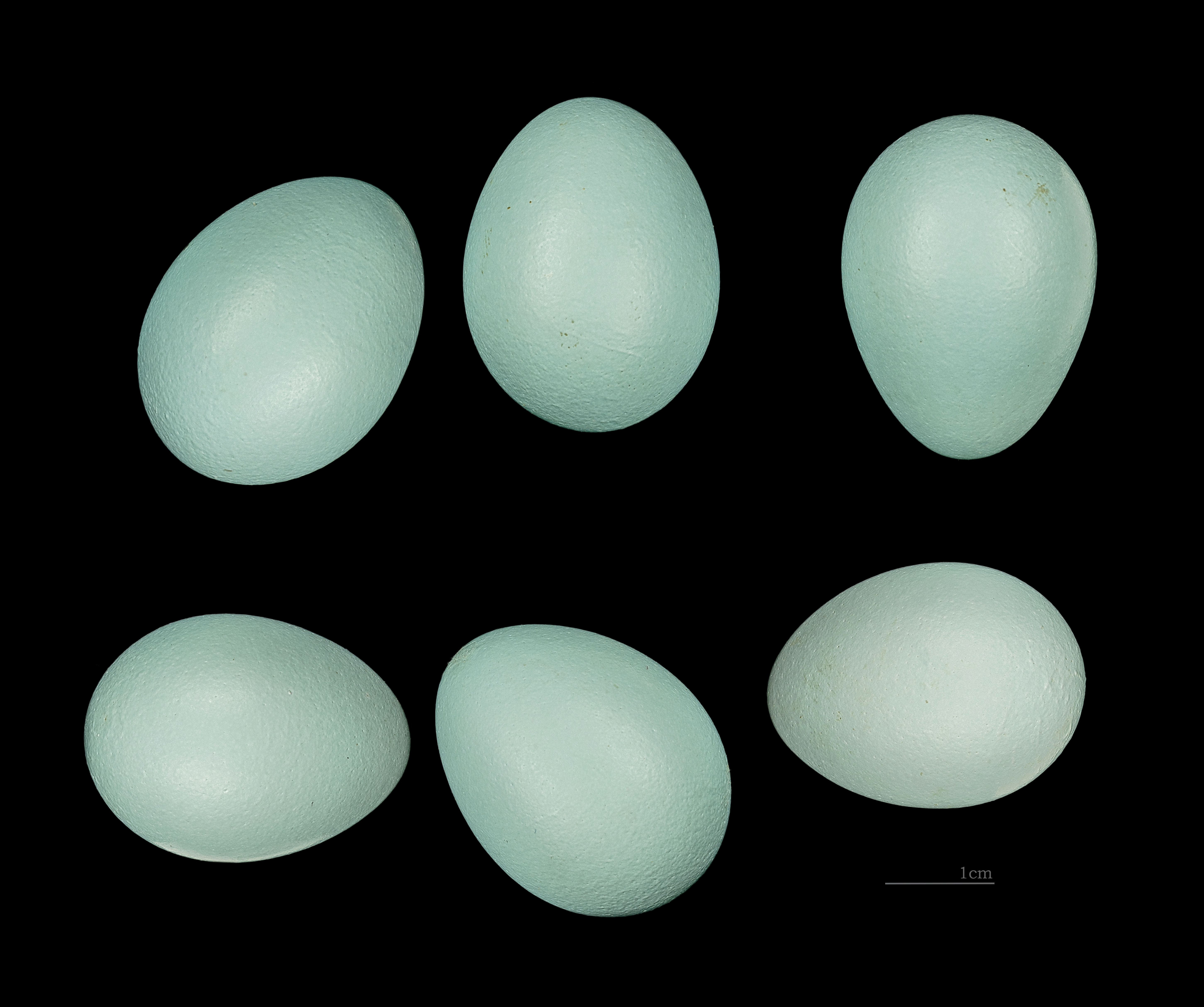
Œufs de Martin triste Muséum de Toulouse

Cette espèce est monogame et territoriale. La femelle pond entre 4 et 5 œufs. Ils sont couvés pendant 13 à 18 jours. Les deux parents participent à parts égales à la construction du nid et à sa défense. Par contre, la femelle assure la plus grande partie de la couvaison. Elle couve ses œufs pendant toute la nuit, tandis que le mâle couve pendant une partie du jour seulement.

## Systématique
L'espèce Acridotheres tristis a été décrite par le naturaliste suédois Carl von Linné en 1766.

### Sous-espèces
Il en existe deux sous-espèces :
- Acridotheres tristis melanosternus (Legge, 1879) ;
- Acridotheres tristis tristis (Linnaeus, 1766).

## Répartition et habitat

### Répartition

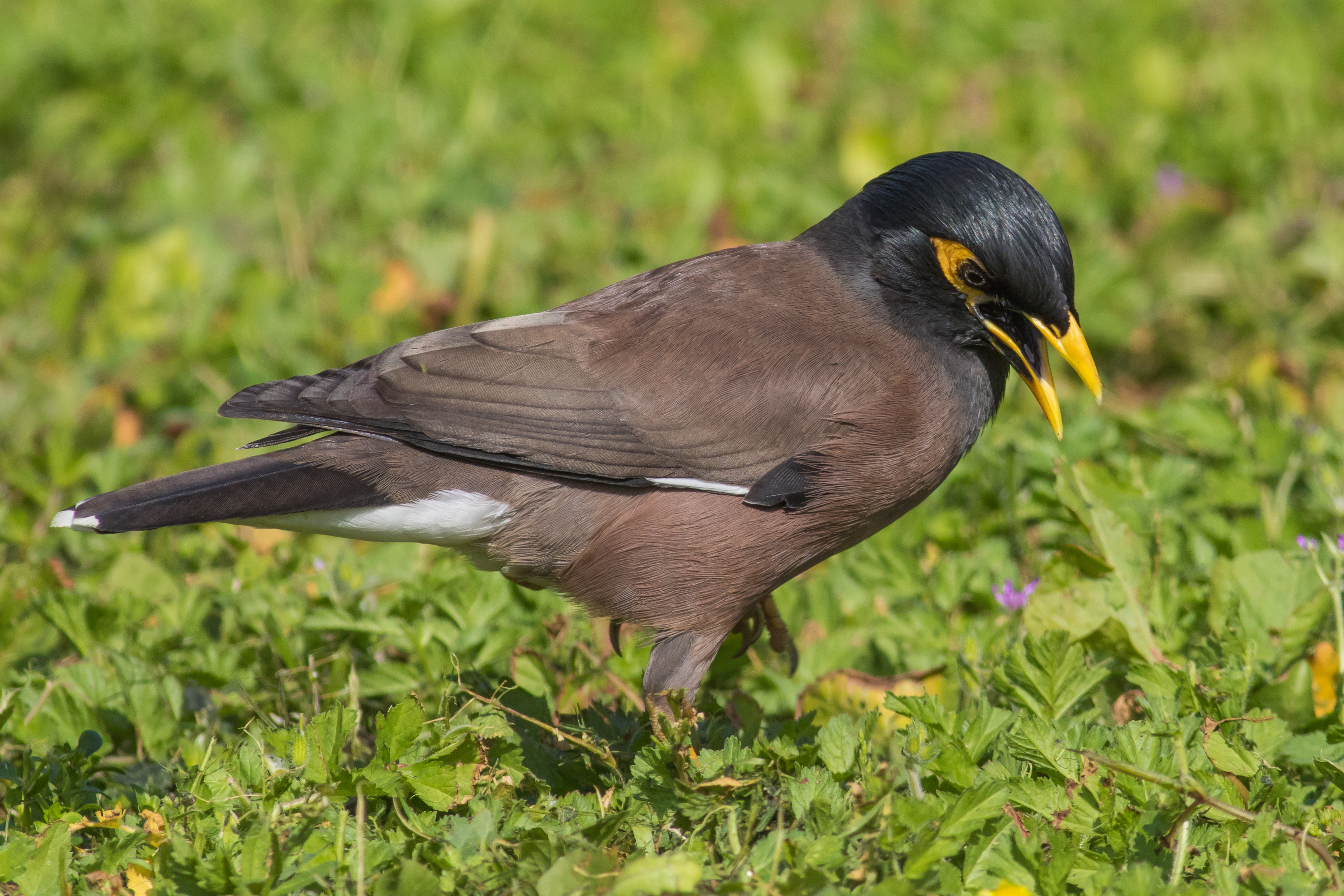
Spécimen féral en Israël.

Il vit et se reproduit dans la partie tropicale du sud de l'Asie depuis le Sri Lanka jusqu'à l'Ouzbékistan, en passant par l'Inde et l'Afghanistan.
Il a étendu son domaine vers le sud-est de l'Asie et a été introduit largement dans d'autres pays et territoires comme l'Algérie, le Liban, Israël, les Émirats arabes unis et le Qatar, l'Afrique du Sud, Hawaii et l'Amérique du Nord (notamment le sud de la Floride), l'Australie et la Nouvelle-Zélande, la Polynésie française, la Nouvelle-Calédonie, le Vanuatu, l'île Maurice, La Réunion, Madagascar et Mayotte.

### Habitat
Ce passereau se trouve en abondance dans les bois clairsemés, les champs et autour des habitations.